# Fancy Dance
Pour plus de détails, voir Fiche technique et Distribution.
Fancy Dance est un film dramatique américain réalisé par Erica Tremblay (en) et sorti en 2023. Il met en vedette Lily Gladstone, Isabel DeRoy-Olson et Shea Whigham.
Présenté en avant-première au Festival du film de Sundance 2023 le 20 janvier 2023, il bénéficie d'une sortie limitée le 21 juin 2024, avant d'être diffusé à la demande sur Apple TV+ le 28 juin 2024.
Il s'agit du premier long métrage de la réalisatrice.

## Synopsis
Depuis la disparition de sa sœur, Jax s'occupe de sa nièce Roki dans la réserve de la nation Seneca-Cayuga. Elle consacre beaucoup de temps à la recherche de sa sœur disparue, mais aide aussi Roki à se préparer pour un prochain pow-wow. Au risque d'en perdre la garde au profit de Frank, le père de Jax, le couple prend la route pour retrouver la mère de Roki à temps pour le pow-wow.

## Distribution
- Lily Gladstone (VF : Pauline Brunel) : Jax Goodiron
- Isabel DeRoy-Olson (VF : Rebecca Benhamour) : Roki Goodiron
- Shea Whigham : Frank
- Audrey Wasilewski : Nancy
- Ryan Begay : JJ
- Crystle Lightning : Sapphire
- Dennis Newman : Derrick
- Tamara Podemski (en) (VF : Nathalie Homs) : Ricky
- Patrice Fisher (en) (VF : Corinne Wellong) : Ruth

## Production
En décembre 2020, le scénario de Fancy Dance est sélectionné pour figurer sur la liste The Indigenous List, initiée par The Black List, IllumiNative et Sundance Institute pour mettre en lumière le travail des écrivains autochtones d'Amérique. En mai 2022, le scénario est retenu dans la liste des scénarios de Cannes.
En août 2022, il est annoncé qu'Erica Tremblay réaliserait le film et que Confluential Films le produirait. Les prises de vue principales ont lieu à Tulsa dans l'Oklahoma, et commencent en août 2022.

## Sortie
Fancy Dance est présenté en première mondiale au Festival du film de Sundance, le 20 janvier 2023. Cercamon acquiert les droits de vente mondiaux le 16 février 2023. Le film est également projeté au South by Southwest de 2023. Il est également projeté au NewFest 2023, où il est présenté en avant-première à New York. En février 2024, Apple TV+  acquiert les droits de distribution du film. Il est prévu qu'il sorte en version limitée le 21 juin 2024, avant d'être diffusé en streaming sur Apple TV+ le 28 juin 2024.

## Réception
Sur le site web Rotten Tomatoes, 97% des 36 critiques sont positives, avec une note moyenne de 7,5/10. 